# Солдатские императоры

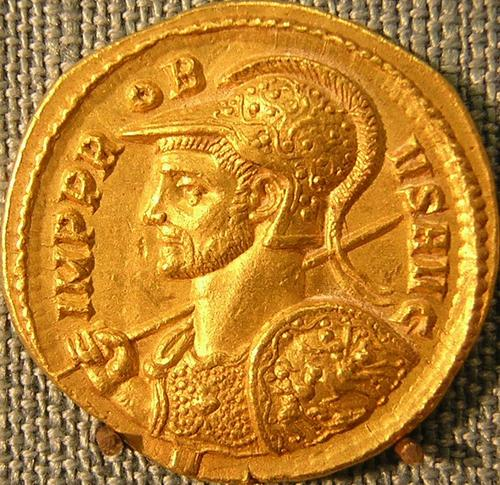
Золотая монета с императором Пробом (276—282) в военных доспехах

Солдатские императоры (казарменные императоры) — общее название ряда правителей Римской империи, как правило, незнатного происхождения, которые возводились на трон солдатами. Многие из них быстро сменяли друг друга (почти все солдатские императоры находились у власти не более 5-6 лет, а зачастую – 1-2 года и меньше; единственный, кто находился у власти больше этого срока — Галлиен, правивший 15 лет) и, не сумев проявить ярких политических способностей, зачастую убивались заговорщиками.
Под эпохой солдатских императоров обычно понимают время 235—285 годов н. э., известное также как Кризис III века; не все императоры этого времени были провозглашены армией, часть следует  относить к так называемым «сенатским» императорам.
Хронологически эпоха солдатских императоров началась с убийства Александра Севера вместе со своей матерью в ходе мятежа солдат 19 марта 235 года, а закончилась в июле 285 года когда после битвы при Марге был убит Карин.